# Maj 2004
| Maj 2004 |
| Månader under 2004: Januari · Februari · Mars · April · Maj · Juni · Juli · Augusti · September · Oktober · November · December ← December 2003 · Januari 2005 → |

## Lördagenden1 maj2004
- Europeiska unionen utvidgas från 15 till 25 medlemsstater i den s.k.  östutvidgningen. Anslutande stater är Estland, Lettland, Litauen, Polen, Ungern, Tjeckien, Slovakien, Slovenien, Malta och  Cypern.[1]

## Onsdagenden12 maj2004
- Sveriges riksdag beslutar med 245 röster mot 45 om rökförbud på restauranger, pubar och kaféer från och med 1 juni 2005.[2]

## Fredagenden14 maj2004
- Kronprins Frederik av Danmark och Mary Elizabeth Donaldson gifter sig i Köpenhamn.[3]

## Fredagenden19 maj2004
- Den Amerikanska serien Angel sänder sitt sista avsnitt.

### Fotnoter
1. ↑  ”EU-dagen och östutvidgningen” (på engelska). Swedenabroad. 9 maj 2014. http://www.swedenabroad.com/sv-SE/Ambassader/Pristina/Aktuellt/Nyheter/EU-dagen-och-ostutvidgningen--sys/. Läst 11 september 2016.[död länk]
2. ↑  Nicklas Hermansson (12 maj 2004). ”Rökförbud på krogen nästa år”. Aftonbladet. http://www.aftonbladet.se/nyheter/article10456119.ab. Läst 11 september 2016.
3. ↑  ”Kunglig bröllopsyra i Danmark”. Svenska Dagbladet. 14 maj 2004. https://www.svd.se/kunglig-brollopsyra-i-danmark.